# Get Born
Get Born – pierwszy studyjny, a drugi w ogóle album australijskiej grupy rockowej Jet, wydany 14 września 2003 roku.

## Lista utworów
1. "Last Chance" – 1:52
2. "Are You Gonna Be My Girl" – 3:34
3. "Rollover DJ" – 3:17
4. "Look What You've Done" – 3:50
5. "Get What You Need" – 4:08
6. "Move On" – 4:21
7. "Radio Song" – 4:32
8. "Get Me Outta Here" – 2:56
9. "Cold Hard Bitch" – 4:03
10. "Come Around Again" – 4:30
11. "Take It Or Leave It" – 2:23
12. "Lazy Gun" – 4:42
13. "Timothy" – 4:32
14. "Sgt. Major" – 4:04 (utwór bonusowy na limitowanej edycji płyty)

## Twórcy
- Nic Cester - śpiew, gitara
- Chris Cester - perkusja, tamburyn, śpiew
- Cameron Muncey - gitara, śpiew
- Mark Wilson - gitara basowa, fortepian ("Look What You've Done"), harmonijka ustna ("Move On")

### Dodatkowi muzycy
- Billy Preston - keyboard
- Roger Joseph Manning Jr. - keyboard
- Andre Warhurst - gitara ("Move On")
- Dave Sardy - tamburyn, gitara ("Lazy Gun", "Are You Gonna Be My Girl?")

## Pozycje na listach

### Album
| Rok  | Lista                 | Pozycja |
| ---- | --------------------- | ------- |
| 2003 | Billboard Heatseekers | #1      |
| 2003 | The Billboard 200     | #85     |
| 2004 | The Billboard 200     | #26     |
| 2004 | UK Album Chart        | #14     |
| 2004 | ARIA Top 40           | #1      |

### Single
| Rok  | Singel                     | Lista                  | Pozycja |
| ---- | -------------------------- | ---------------------- | ------- |
| 2003 | "Are You Gonna Be My Girl" | Mainstream Rock Tracks | #29     |
| 2003 | "Are You Gonna Be My Girl" | Modern Rock Tracks     | #13     |
| 2004 | "Are You Gonna Be My Girl" | Billboard Hot 100      | #29     |
| 2004 | "Are You Gonna Be My Girl" | Mainstream Rock Tracks | #7      |
| 2004 | "Are You Gonna Be My Girl" | Modern Rock Tracks     | #3      |
| 2004 | "Are You Gonna Be My Girl" | UK Singles Chart       | #16     |
| 2004 | "Are You Gonna Be My Girl" | ARIA Singles Chart     | #20     |
| 2004 | "Cold Hard Bitch"          | Billboard Hot 100      | #55     |
| 2004 | "Cold Hard Bitch"          | Mainstream Rock Tracks | #1      |
| 2004 | "Cold Hard Bitch"          | Modern Rock Tracks     | #1      |
| 2004 | "Cold Hard Bitch"          | UK Singles Chart       | #34     |
| 2004 | "Cold Hard Bitch"          | ARIA Singles Chart     | #33     |
| 2004 | "Rollover DJ"              | Mainstream Rock Tracks | #14     |
| 2004 | "Rollover DJ"              | Modern Rock Tracks     | #14     |
| 2004 | "Rollover DJ"              | UK Singles Chart       | #34     |
| 2004 | "Rollover DJ"              | ARIA Singles Chart     | #31     |
| 2004 | "Look What You've Done"    | Mainstream Rock Tracks | #33     |
| 2004 | "Look What You've Done"    | Modern Rock Tracks     | #3      |
| 2004 | "Look What You've Done"    | UK Singles Chart       | #28     |
| 2004 | "Look What You've Done"    | ARIA Singles Chart     | #14     |